# Xyccarph myops
Espèce
Xyccarph myops est une espèce d'araignées aranéomorphes de la famille des Oonopidae.

## Distribution
Cette espèce est endémique d'Amazonas au Brésil. Elle se rencontre à Manaus dans la reserva Florestal Adolpho Ducke.

## Description
Le mâle décrit par Höfer et Brescovit en 1996 mesure 1,20 mm et la femelle 1,60 mm. Le mâle possède deux yeux vestigiaux et la femelle est anophtalme.

## Publication originale
- Brignoli, 1978 : Spinnen aus Brasilien IV. Zwei neue blinde Bodenspinnen aus Amazonien (Arachnida, Araneae). Beitrage zur naturkunde Forschung Südwest-Deutschland, vol. 37, p. 143-147 (« texte intégral »(Archive.org • Wikiwix • Archive.is • Google • Que faire ?)).